# 루카 칼바니

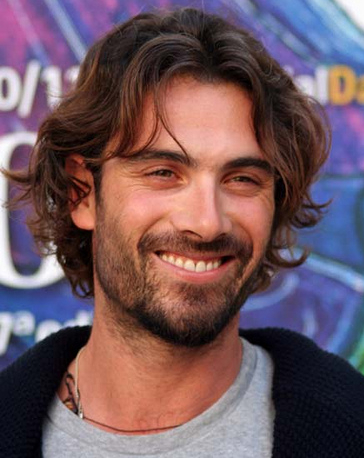

루카 칼바니(Luca Calvani, 1974년 8월 7일 ~ )는 이탈리아의 배우, TV 사회자, 영화배우, 모델, 연극 배우, 텔레비전 배우이다.
프라토에서 태어났다.

## 영화
- 티타늄 화이트 (2016년)
- 맨 프롬 UNCLE (2015년) - 알렉산더 역
- 로마 위드 러브 (2012년) - 영화시사회 리포터 역
- 로마에서 생긴 일 (2010년) - 움베르토 역
- 좋은 남자 (2009년)
- 인터내셔널 (2009년)
- 프리저번 (2005년)
- 애즈 더 월드 턴즈 (1956년)